# Arnolec
Arnolec (deutsch Arnoldsdorf, auch Arnoletz) ist eine Gemeinde in Tschechien. Sie liegt sich zehn Kilometer südöstlich von Polná und gehört zum Okres Jihlava.

## Geographie
Arnolec befindet sich in den Arnolecké hory an der Einmündung des Baches Arnolecký potok in die Balinka, die nördlich des Ortes entspringt. Nördlich erhebt sich der Sádek (698 m), im Nordosten die Havlina (706 m) und im Nordwesten Na Vrchu (617 m).
Nachbarorte sind Rudolec im Norden, Chroustov im Nordosten, Černá im Osten, Jersín im Süden, Nadějov im Südwesten, Zhoř im Westen sowie Stáj im Nordwesten.

## Geschichte
Die erste schriftliche Erwähnung stammt aus dem Jahr 1407.
Nach der Aufhebung der Patrimonialherrschaften bildete Arnolec ab 1850 eine politische Gemeinde im Bezirk Iglau. Ab 1949 gehörte die Gemeinde zum Okres Jihlava-okolí und seit 1961 wieder zum Okres Jihlava.

## Ortsteile
- Arnolec

## Bevölkerungsentwicklung
| Jahr      | 1869 | 1880 | 1890 | 1900 | 1910 | 1921 | 1930 | 1950 | 1961 | 1970 | 1980 | 1991 | 2001 | 2011 | 2021 |
| --------- | ---- | ---- | ---- | ---- | ---- | ---- | ---- | ---- | ---- | ---- | ---- | ---- | ---- | ---- | ---- |
| Einwohner | 357  | 393  | 390  | 379  | 374  | 376  | 354  | 247  | 271  | 247  | 241  | 228  | 184  | 157  | 174  |

## Sehenswürdigkeiten

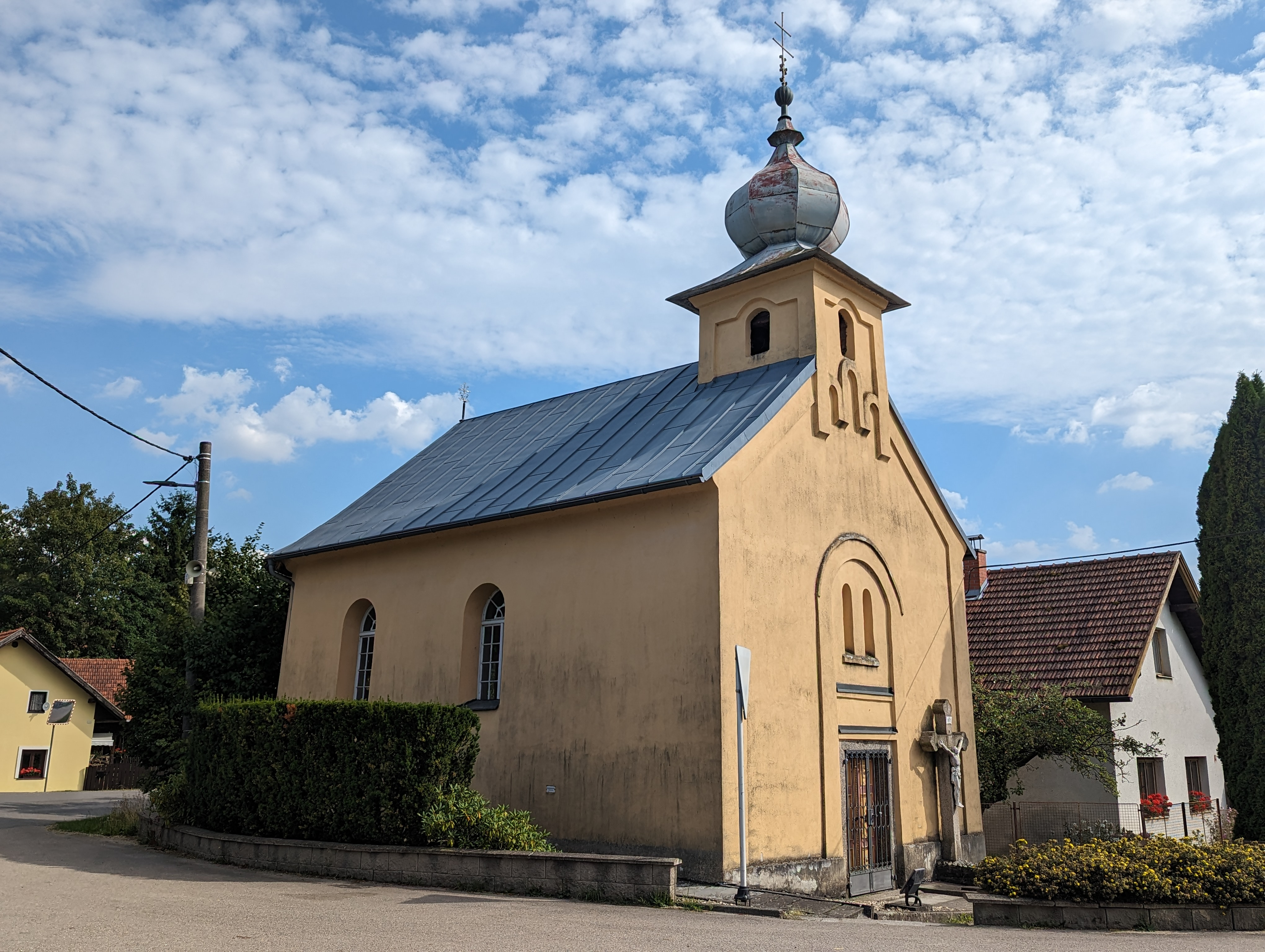
Kapelle des hl. Wendelin
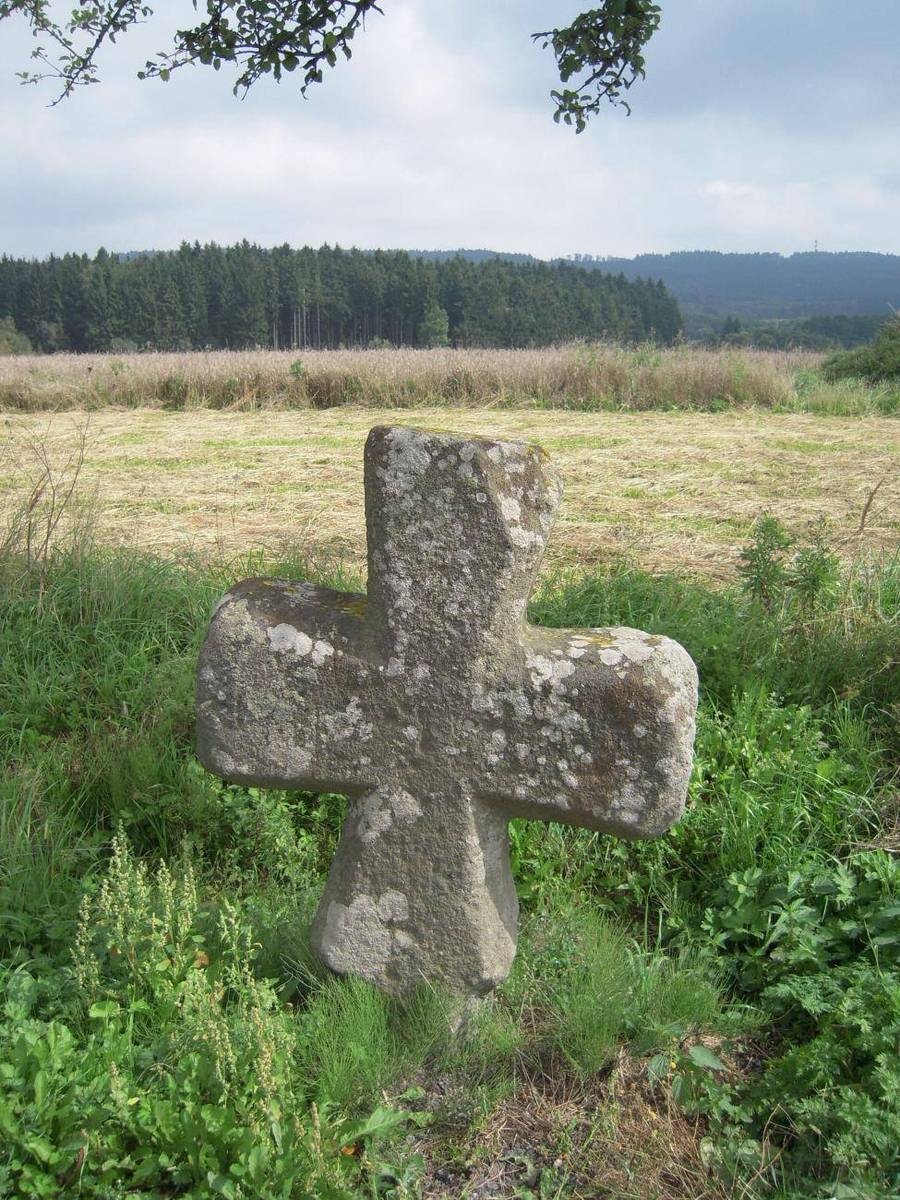
Sühnekreuz

- Kapelle des hl. Wendelin, am Dorfplatz
- Sühnekreuz Baba, an der Straße nach Záborná
- Kapelle, auf den Feldern zwischen Arnolec und Jersín

## Söhne und Töchter der Gemeinde
- Josef Toufar (1902–1950), katholischer Priester